# Optică activă

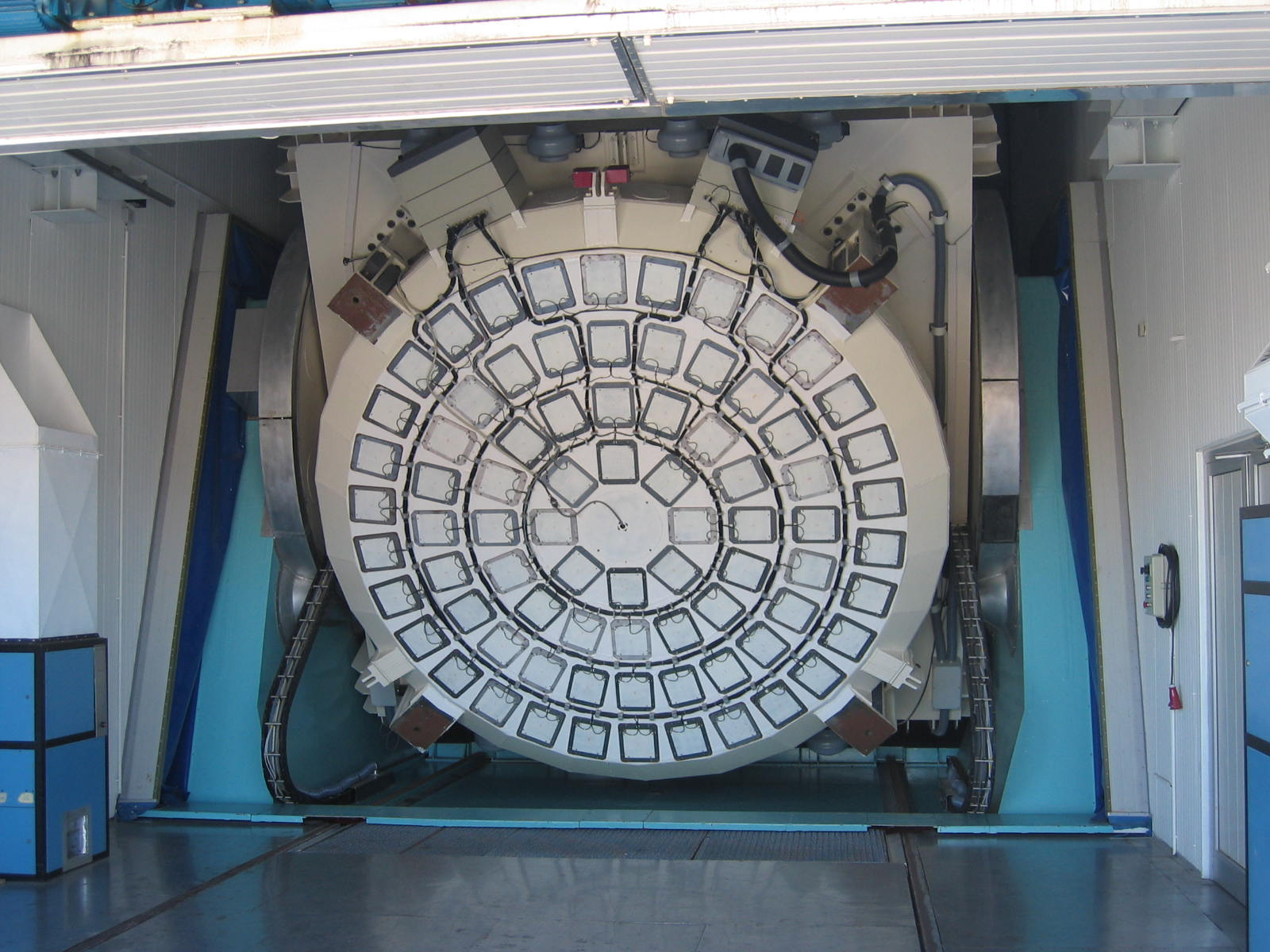
Oglindă cu optică activă a New Technology Telescope, la Observatorul La Silla (Chile)

În astronomie, optica activă este o tehnică folosită la telescoape, fiind dezvoltată în anii 1980. Ea constă în deformarea unei oglinzi cu scopul optimizării calității imaginii și corectării diferitelor aberații optice (cum sunt aberațiile geometrice). Optica activă nu trebuie confundată cu optica adaptativă care constă în corectarea deformărilor imaginii datorate turbulenței atmosferice în timp real (cu alte cuvinte cu o frecvență de câteva sute de hertzi). Optica activă este folosită, între altele, de telescoapele următoare: Nordic Optical Telescope, New Technology Telescope la Observatorul din La Silla,  telescoapele Very Large Telescope și Telescoapele Keck situate în Hawaii.
Cele mai multe telescoape moderne sunt reflectoare, al căror prim element este o oglindă, denumită oglindă primară sau oglindă obiectiv. Istoric vorbind, era utilizată o relație fixă între greutate și diametru, limitându-se astfel diametrul lor la 5 sau 6 metri (200 până la 230 de țoli), cum este telescopul de la Observatorul Palomar.
O nouă generație de telescoape utilizează acum oglinzi mult mai fine, atât de fine încât nu mai sunt capabile să rămână rigide în forma dată, prin ele însele. Se folosește o rețea de actuatoare așezate sub oglindă pentru a o menține (sau a o corecta) în forma optimă. În practică, este suficient să se aleagă o stea strălucitoare și să se observe defectele pe care le prezintă pentru ca apoi să se activeze actuatoarele în scopul compensării aberațiilor observate. Distorsiunile pot fi datorate pur și simplu gravitației când oglinda este înclinată pentru a observa o stea joasă pe orizont. 